# Pontevedra
Pontevedra  je glavno mesto istoimenske province v avtonomni skupnosti Galicija  na severozahodu Španije in ima dobrih 80.000 prebivalcev. Leži ob portugalski poti svetega Jakoba  (Camino de Santiago), prečkajo pa ga reke Lérez, Gafos in Rons. Znano je tudi kot A cidade do Lérez (v galicijščini).